# Annika Becker
Annika Becker (Alemania, 12 de noviembre de 1981) es una atleta alemana, especialista en la prueba de salto con pértiga, en la que ha logrado ser subcampeona mundial en 2003.

## Carrera deportiva
En el Mundial de París 2003 ganó la medalla de plata en salto con pértiga, con un salto de 4.70 metros, quedando tras la rusa Svetlana Feofanova que con 4.75 metros consiguió el récord de los campeonatos, y por delante de la también rusa Yelena Isinbayeva que saltó 4.65 metros.